# Danh sách đĩa nhạc của Coldplay
Ban nhạc rock người Anh Coldplay đã phát hành tổng cộng bảy album phòng thu, bốn album trực tiếp, sáu album tổng hợp, hai album video, mười một đĩa mở rộng, bốn mươi hai đĩa đơn, tám đĩa đơn quảng bá, và bốn mươi ba video âm nhạc. Ban nhạc đã bán được tổng cộng hơn 80 triệu bản thu âm trên toàn thế giới.
Coldplay phát hành album phòng thu đầu tiên Parachutes vào ngày 10 tháng 7 năm 2000. Album là một thành công lớn về mặt thương mại, đạt vị trí quán quân tại Vương quốc Anh và đồng thời có diễn biến thương mại khá tốt trên trường quốc tế. Parachutes được chứng nhận đĩa Bạch kim bảy lần bởi British Phonographic Industry (BPI) và đã được tiêu thụ tổng cộng 8.5 triệu bản trên toàn thế giới. Có tất cả bốn đĩa đơn được phát hành từ album; "Yellow" và "Trouble" đều trở thành những đĩa đơn top 10 tại Vương quốc Anh, trong khi đó "Shiver" và "Don't Panic" thì kém thành công hơn.
Album phòng thu thứ hai của ban nhạc, A Rush of Blood to the Head, được phát hành vào ngày 26 tháng 8 năm 2002. Album có được doanh số bán mạnh bất thường so với album trước đó, dẫn đầu bảng xếp hạng của Vương quốc Anh và nhiều quốc gia khác, bao gồm cả Úc và Canada. Đĩa đơn đầu tiên, "In My Place" giành được vị trí á quân tại Anh và ngoài ra cũng đạt những thứ hạng cao tại một vài quốc gia khác. "The Scientist" và "Clocks", hai đĩa đơn tiếp theo từ album, trở thành những đĩa đơn top 10 tại Vương quốc Anh; với "Clocks" đạt được thứ hạng 29 trên bảng xếp hạng Billboard Hot 100 của Mỹ, trở thành đĩa đơn top 40 đầu tiên của ban nhạc trên bảng xếp hạng này.
Album phòng thu thứ ba của Coldplay, X&Y, được phát hành vào ngày 6 tháng 6 năm 2005. Với việc dẫn đầu bảng xếp hạng của một số quốc gia, bao gồm Vương quốc Anh và Hoa Kỳ, album này là một thành công lớn về mặt thương mại. X&Y trở thành album bán chạy nhất năm 2005, với doanh số 8.3 triệu bản tính đến thời điểm cuối năm đó. Tổng cộng sáu đĩa đơn đã được phát hành từ X&Y. Đĩa đơn đầu tiên, "Speed of Sound", đã có được vị trí á quân tại Vương quốc Anh và trở thành đĩa đơn top 10 trên toàn thế giới. Ba đĩa đơn tiếp đó, "Fix You", "Talk" và "The Hardest Part", cũng đạt được những thành công thương mại nhất định.
Viva la Vida or Death and All His Friends, album phòng thu thứ tư của ban nhạc, được phát hành vào ngày 12 tháng 6 năm 2008. Album đã dẫn đầu bảng xếp hạng của tổng cộng ba mươi sáu quốc gia và trở thành album bán chạy nhất năm 2008. "Viva la Vida", đĩa đơn thứ hai của album, trở thành bài hát nổi tiếng toàn cầu và dẫn đầu bảng xếp hạng của nhiều quốc gia như Vương quốc Anh, Hà Lan và Hoa Kỳ. Mylo Xyloto là album phòng thu thứ năm của ban nhạc được phát hành vào ngày 24 tháng 10 năm 2011. Cũng tiếp nối thành công của những sản phẩm trước đó, Mylo Xyloto trở thành album xếp đầu các bảng xếp hạng trên toàn thế giới. Hai đĩa đơn đầu tiên, "Every Teardrop Is a Waterfall" và "Paradise", đạt được nhiều thứ hạng cao tại nhiều quốc gia, với "Paradise" trở thành đĩa đơn quán quân thứ hai của ban nhạc tại Vương quốc Anh. Album ngoài ra còn có thêm tổng cộng năm đĩa đơn nữa: "Charlie Brown", "Princess of China", "Up with the Birds", "Hurts Like Heaven" và "Up in Flames".
Đi cùng với các đĩa đơn "Magic", "Midnight" và "A Sky Full of Stars", album phòng thu thứ sáu của Coldplay, Ghost Stories được phát hành vào ngày 19 tháng 5 năm 2014 và lên thẳng vị trí quán quân tại 15 quốc gia. Album thứ bảy A Head Full of Dreams được phát hành vào ngày 4 tháng 12 năm 2015, cùng với Ghost Stories trở thành hai album có khoảng cách phát hành ngắn nhất của ban nhạc. Vì thành công vang dội liên tục của album 25 của Adele, A Head Full of Dreams ra mắt trên bảng xếp hạng với vị trí á quân, đánh mất ngôi vị bảy lần liên tiếp ra mắt ở vị trí quán quân tại Anh. Tuy nhiên sau màn biểu diễn tại Super Bowl, A Head Full of Dreams leo lên vị trí quán quân trên bảng xếp hạng của Vương quốc Anh, trở thành album thứ bảy của ban nhạc có được vị trí quán quân tại quốc gia này.
Đến nay, Coldplay đã bán được tổng cộng 18.2 triệu album và 33.6 lựot tải về các bài hát tại Mỹ.

## Album

### Album phòng thu
| Tựa đề                                    | Thông tin                                                                                     | Vị trí xếp hạng cao nhất | Vị trí xếp hạng cao nhất | Vị trí xếp hạng cao nhất | Vị trí xếp hạng cao nhất | Vị trí xếp hạng cao nhất | Vị trí xếp hạng cao nhất | Vị trí xếp hạng cao nhất | Vị trí xếp hạng cao nhất | Vị trí xếp hạng cao nhất | Vị trí xếp hạng cao nhất | Doanh số                                                                                         | Chứng nhận |
| Tựa đề                                    | Thông tin                                                                                     | Anh                      | Úc                       | Canada                   | Pháp                     | Đức                      | Ireland                  | Hà Lan                   | New Zealand              | Thụy Sĩ                  | Mỹ                       | Doanh số                                                                                         | Chứng nhận |
| ----------------------------------------- | --------------------------------------------------------------------------------------------- | ------------------------ | ------------------------ | ------------------------ | ------------------------ | ------------------------ | ------------------------ | ------------------------ | ------------------------ | ------------------------ | ------------------------ | ------------------------------------------------------------------------------------------------ | --- |
| Parachutes                                | - Phát hành: 10 tháng 7 năm 2000 - Hãng đĩa: Parlophone - Định dạng: CD, CS, LP               | 1                        | 2                        | 19                       | 31                       | 54                       | 2                        | 29                       | 4                        | 38                       | 51                       | - Thế giới: 10,000,000 - Anh: 2,626,887 - New Zealand: 75,000 - Mỹ: 2,700,000                    | - Anh: 8× Bạch kim - Úc: 3× Bạch kim - Đức: Vàng - Thụy Sĩ: Vàng - Canada: 2× Bạch kim - Mỹ: 2× Bạch kim - New Zealand: 2× Bạch kim - Pháp: 2× Vàng                                                              |
| A Rush of Blood to the Head               | - Phát hành: 26 tháng 8 năm 2002 - Hãng đĩa: Parlophone - Định dạng: CD, CS, LP               | 1                        | 1                        | 1                        | 4                        | 1                        | 1                        | 3                        | 1                        | 1                        | 5                        | - Thế giới: 20,200,000 - Anh: 2,875,980 - New Zealand: 90,000 - Mỹ: 4,925,000                    | - Anh: 9× Bạch kim - Úc: 7× Bạch kim - Đức: 3× Vàng - Thụy Sĩ: Vàng - Canada: 4× Bạch kim - Mỹ: 4× Bạch kim - New Zealand: 2× Bạch kim - Pháp: 2× Vàng                                                           |
| X&Y                                       | - Phát hành: 7 tháng 6 năm 2005 - Hãng đĩa: Parlophone - Định dạng: CD, LP, tải kĩ thuật số   | 1                        | 1                        | 1                        | 1                        | 1                        | 1                        | 1                        | 1                        | 1                        | 1                        | - Thế giới: 16,600,000 - Anh: 2,730,107 - New Zealand: 75,000 - Mỹ: 3,100,000 - Hàn Quốc: 14,852 | - Anh: 9× Bạch kim - Úc: 6× Bạch kim - Đức: 3× Bạch kim - Thụy Sĩ: 2× Bạch kim - Ireland: 8× Bạch kim - Canada: 5× Bạch kim - Mỹ: 3× Bạch kim - New Zealand: 4× Bạch kim - Pháp: 2× Bạch kim                     |
| Viva la Vida or Death and All His Friends | - Phát hành: 12 tháng 6 năm 2008 - Hãng đĩa: Parlophone - Định dạng: CD, LP, tải kĩ thuật số  | 1                        | 1                        | 1                        | 1                        | 1                        | 1                        | 1                        | 1                        | 1                        | 1                        | - Thế giới: 11,000,000 - Anh: 1,480,000 - Canada: 334,000 - New Zealand: 45,000 - Mỹ: 2,700,000  | - Anh: 4× Bạch kim - Úc: 4× Bạch kim - Đức: 3× Bạch kim - Thụy Sĩ: 3× Bạch kim - Ireland: 4× Bạch kim - Canada: 5× Bạch kim - Hà Lan: 3× Bạch kim - Mỹ: 2× Bạch kim - New Zealand: 2× Bạch kim - Pháp: Kim cương |
| Mylo Xyloto                               | - Phát hành: 24 tháng 10 năm 2011 - Hãng đĩa: Parlophone - Định dạng: CD, LP, tải kĩ thuật số | 1                        | 1                        | 1                        | 1                        | 1                        | 1                        | 1                        | 1                        | 1                        | 1                        | - Thế giới: 8,070,000 - Anh: 1,451,209 - New Zealand: 30,000 - Mỹ: 1,600,000                     | - Anh: 4× Bạch kim - Úc: 2× Bạch kim - Đức: 3× Vàng - Thụy Sĩ: 2× Bạch kim - Ireland: 2× Bạch kim - Canada: 3× Bạch kim - Mỹ: Bạch kim - New Zealand: 2× Bạch kim - Pháp: 3× Bạch kim                            |
| Ghost Stories                             | - Phát hành: 19 tháng 5 năm 2014 - Hãng đĩa: Parlophone - Định dạng: CD, LP, tải kĩ thuật số  | 1                        | 1                        | 1                        | 1                        | 1                        | 1                        | 2                        | 1                        | 1                        | 1                        | - Thế giới: 4,500,000 - Canada: 117,000 - Anh: 619,383 - Mỹ: 1,000,000                           | - Anh: 2× Bạch kim - Úc: Bạch kim - Đức: 3× Vàng - Thụy Sĩ: 2× Bạch kim - Canada: Bạch kim - Mỹ: Bạch kim - New Zealand: Vàng - Pháp: 3× Bạch kim                                                                |
| A Head Full of Dreams                     | - Phát hành: 4 tháng 12 năm 2015 - Hãng đĩa: Parlophone - Định dạng: CD, LP, tải kĩ thuật số  | 1                        | 2                        | 2                        | 4                        | 3                        | 3                        | 2                        | 4                        | 2                        | 2                        | - Thế giới: 1,900,000 - Anh: 600,000 - Mỹ: 500,000                                               | - Anh: 2x Bạch kim - Úc: Bạch kim - Đức: Bạch kim - Thụy Sĩ: Bạch kim - Canada: Bạch kim - Mỹ: Vàng - New Zealand: Vàng - Pháp: 2× Bạch kim                                                                      |

### Album trực tiếp
| Tựa đề                                                                   | Thông tin                                                                                           | Vị trí xếp hạng cao nhất | Vị trí xếp hạng cao nhất | Vị trí xếp hạng cao nhất | Vị trí xếp hạng cao nhất | Vị trí xếp hạng cao nhất | Vị trí xếp hạng cao nhất | Vị trí xếp hạng cao nhất | Vị trí xếp hạng cao nhất | Vị trí xếp hạng cao nhất | Vị trí xếp hạng cao nhất | Doanh số      | Chứng nhận                                |
| Tựa đề                                                                   | Thông tin                                                                                           | Anh                      | Úc                       | Áo                       | Canada                   | Pháp                     | Đức                      | Na Uy                    | New Zealand              | Thụy Sĩ                  | Mỹ                       | Doanh số      | Chứng nhận                                |
| ------------------------------------------------------------------------ | --------------------------------------------------------------------------------------------------- | ------------------------ | ------------------------ | ------------------------ | ------------------------ | ------------------------ | ------------------------ | ------------------------ | ------------------------ | ------------------------ | ------------------------ | ------------- | ----------------------------------------- |
| Coldplay Live 2003                                                       | - Phát hành: 1 tháng 11 năm 2003 - Hãng đĩa: Capitol, Parlophone - Định dạng: CD, tải kĩ thuật số   | 46                       | 16                       | —                        | 10                       | 26                       | 34                       | 24                       | 26                       | —                        | 13                       | - Mỹ: 686,000 | - Úc: Vàng - Mỹ: Vàng - New Zealand: Vàng |
| LeftRightLeftRightLeft                                                   | - Phát hành: 15 tháng 5 năm 2009 - Hãng đĩa: Capitol, Parlophone - Định dạng: CD, tải kĩ thuật số   | —                        | —                        | —                        | —                        | —                        | —                        | —                        | —                        | —                        | —                        |               |                                           |
| Coldplay Live 2012                                                       | - Phát hành: 19 tháng 11 năm 2012 - Hãng đĩa: Capitol, Parlophone - Định dạng: CD, tải kĩ thuật số  | —                        | —                        | 10                       | —                        | 5                        | 3                        | —                        | —                        | 11                       | —                        |               | - Pháp: Bạch kim                          |
| Ghost Stories Live 2014                                                  | - Phát hành: 24 tháng 11 năm 2014 - Hãng đĩa: Parlophone, Atlantic - Định dạng: CD, tải kĩ thuật số | 2                        | —                        | —                        | —                        | —                        | —                        | —                        | 32                       | —                        | 93                       |               | - Anh: Vàng                               |
| "—" album không được phát hành hoặc không được xếp hạng tại quốc gia đó. | |                          |                          |                          |                          |                          |                          |                          |                          |                          |                          |               |                                           |

### Album tổng hợp
| Tựa đề                                                                   | Thông tin                                                                               | Vị trí xếp hạng cao nhất | Vị trí xếp hạng cao nhất | Vị trí xếp hạng cao nhất | Vị trí xếp hạng cao nhất | Vị trí xếp hạng cao nhất | Vị trí xếp hạng cao nhất |
| Tựa đề                                                                   | Thông tin                                                                               | Anh                      | Úc                       | Đan Mạch                 | Pháp                     | Bồ Đào Nha               | Tây Ban Nha              |
| ------------------------------------------------------------------------ | --------------------------------------------------------------------------------------- | ------------------------ | ------------------------ | ------------------------ | ------------------------ | ------------------------ | ------------------------ |
| A Rush of Blood to the Head / Parachutes                                 | - Phát hành: 2 tháng 10 năm 2006 - Hãng đĩa: EMI - Định dạng: Bộ hộp CD                 | —                        | —                        | —                        | —                        | 22                       | —                        |
| The Singles 1999–2006                                                    | - Phát hành: 26 tháng 3 năm 2007 - Hãng đĩa: Capitol, Parlophone - Định dạng: Bộ hộp 7" | —                        | —                        | 5                        | —                        | —                        | —                        |
| The Remixes                                                              | - Phát hành: 11 tháng 4 năm 2007 - Hãng đĩa: Parlophone - Định dạng: CD, LP             | —                        | —                        | —                        | —                        | —                        | —                        |
| Parachutes / A Rush of Blood to the Head / Live 2003                     | - Phát hành: 9 tháng 11 năm 2007 - Hãng đĩa: Parlophone - Định dạng: Bộ hộp CD và DVD   | —                        | —                        | —                        | 134                      | —                        | —                        |
| Viva la Vida / X&Y                                                       | - Phát hành: 13 tháng 9 năm 2011 - Hãng đĩa: EMI - Định dạng: Bộ hộp CD                 | —                        | —                        | —                        | 127                      | —                        | —                        |
| 4 CD Catalogue Set                                                       | - Phát hành: 26 tháng 11 năm 2012 - Hãng đĩa: EMI - Định dạng: Bộ hộp CD                | 124                      | 31                       | —                        | —                        | 29                       | 48                       |
| "—" album không được phát hành hoặc không được xếp hạng tại quốc gia đó. |                                                                                         |                          |                          |                          |                          |                          |                          |

### Album video
| Tựa đề                                                                   | Thông tin                                                                                   | Vị trí xếp hạng cao nhất | Vị trí xếp hạng cao nhất | Vị trí xếp hạng cao nhất | Vị trí xếp hạng cao nhất | Vị trí xếp hạng cao nhất | Vị trí xếp hạng cao nhất | Vị trí xếp hạng cao nhất | Vị trí xếp hạng cao nhất | Vị trí xếp hạng cao nhất | Vị trí xếp hạng cao nhất | Chứng nhận                                       |
| Tựa đề                                                                   | Thông tin                                                                                   | Anh Video                | AUS DVD                  | Úc DVD                   | Bỉ (FL) DVD              | Bỉ (WA) DVD              | Đan Mạch DVD             | Ireland DVD              | Hà Lan DVD               | Bồ Đào Nha DVD           | US Video                 | Chứng nhận                                       |
| ------------------------------------------------------------------------ | ------------------------------------------------------------------------------------------- | ------------------------ | ------------------------ | ------------------------ | ------------------------ | ------------------------ | ------------------------ | ------------------------ | ------------------------ | ------------------------ | ------------------------ | ------------------------------------------------ |
| Coldplay Live 2003                                                       | - Phát hành: 4 tháng 11 năm 2003 - Hãng đĩa: Capitol, Parlophone - Định dạng: DVD           | —                        | —                        | 2                        | 8                        | —                        | —                        | —                        | 1                        | —                        | 1                        | - Mỹ: 6× Bạch kim                                |
| Coldplay Live 2012                                                       | - Phát hành: 19 tháng 11 năm 2012 - Hãng đĩa: Capitol, Parlophone - Định dạng: DVD, Blu-ray | 1                        | 1                        | —                        | 1                        | 1                        | 2                        | 2                        | 1                        | 1                        | 1                        | - Anh: 4× Bạch kim - AFP: Vàng - Úc: 7× Bạch kim |
| "—" album không được phát hành hoặc không được xếp hạng tại quốc gia đó. |                                                                                             |                          |                          |                          |                          |                          |                          |                          |                          |                          |                          |                                                  |

### Đĩa mở rộng
| Tựa đề                                                                | Thông tin                                                                                      | Vị trí xếp hạng cao nhất | Vị trí xếp hạng cao nhất | Vị trí xếp hạng cao nhất | Vị trí xếp hạng cao nhất | Vị trí xếp hạng cao nhất | Vị trí xếp hạng cao nhất | Vị trí xếp hạng cao nhất | Chứng nhận |
| Tựa đề                                                                | Thông tin                                                                                      | Anh                      | Úc                       | Canada                   | Đức                      | Ireland                  | Na Uy                    | Mỹ                       | Chứng nhận |
| --------------------------------------------------------------------- | ---------------------------------------------------------------------------------------------- | ------------------------ | ------------------------ | ------------------------ | ------------------------ | ------------------------ | ------------------------ | ------------------------ | ---------- |
| Safety                                                                | - Phát hành: 18 tháng 5 năm 1998 - Định dạng: CD, CS                                           | —                        | —                        | —                        | —                        | —                        | —                        | —                        |            |
| The Blue Room                                                         | - Phát hành: 11 tháng 10 năm 1999 - Hãng đĩa: Parlophone - Định dạng: CD, CS, 12"              | —                        | —                        | —                        | —                        | —                        | —                        | —                        |            |
| Acoustic                                                              | - Phát hành: 29 tháng 10 năm 2000 - Hãng đĩa: Parlophone - Định dạng: CD, CS                   | —                        | —                        | —                        | —                        | —                        | —                        | —                        |            |
| Trouble – Norwegian Live EP                                           | - Phát hành: 17 tháng 8 năm 2001 - Hãng đĩa: Parlophone - Định dạng: CD, CS                    | —                        | —                        | —                        | —                        | —                        | 3                        | —                        |            |
| Mince Spies                                                           | - Phát hành: 30 tháng 11 năm 2001 - Hãng đĩa: Parlophone - Định dạng: CD                       | —                        | —                        | —                        | —                        | —                        | —                        | —                        |            |
| Remixes                                                               | - Phát hành: 21 tháng 7 năm 2003 - Hãng đĩa: Parlophone - Định dạng: 12"                       | —                        | —                        | —                        | —                        | —                        | —                        | —                        |            |
| Prospekt's March                                                      | - Phát hành: 21 tháng 11 năm 2008 - Hãng đĩa: Parlophone - Định dạng: CD, tải kĩ thuật số, 12" | 38                       | 50                       | 18                       | 47                       | 36                       | —                        | 15                       | - Anh: Bạc |
| Every Teardrop Is a Waterfall                                         | - Phát hành: 26 tháng 6 năm 2011 - Hãng đĩa: Parlophone - Định dạng: CD, tải kĩ thuật số, 7"   | —                        | —                        | —                        | —                        | —                        | —                        | —                        |            |
| iTunes Festival: London 2011                                          | - Phát hành: 18 tháng 9 năm 2011 - Hãng đĩa: EMI - Định dạng: Tải kĩ thuật số                  | —                        | —                        | —                        | —                        | —                        | —                        | —                        |            |
| Live in Madrid                                                        | - Phát hành: 31 tháng 10 năm 2011 - Hãng đĩa: EMI - Định dạng: Tải kĩ thuật số                 | —                        | —                        | —                        | —                        | —                        | —                        | —                        |            |
| A Sky Full of Stars                                                   | - Phát hành: 29 tháng 6 năm 2014 - Hãng đĩa: Parlophone - Định dạng: CD, tải kĩ thuật số       | —                        | —                        | —                        | —                        | —                        | —                        | —                        |            |
| "—" EP không được phát hành hoặc không được xếp hạng tại quốc gia đó. |                                                                                                |                          |                          |                          |                          |                          |                          |                          |            |

## Đĩa đơn
| Tựa đề                                                                     | Năm  | Vị trí xếp hạng cao nhất | Vị trí xếp hạng cao nhất | Vị trí xếp hạng cao nhất | Vị trí xếp hạng cao nhất | Vị trí xếp hạng cao nhất | Vị trí xếp hạng cao nhất | Vị trí xếp hạng cao nhất | Vị trí xếp hạng cao nhất | Vị trí xếp hạng cao nhất | Vị trí xếp hạng cao nhất | Chứng nhận | Album                                     |
| Tựa đề                                                                     | Năm  | Anh                      | Úc                       | Canada                   | Pháp                     | Đức                      | Ireland                  | Hà Lan                   | New Zealand              | Thụy Sĩ                  | Mỹ                       | Chứng nhận | Album                                     |
| -------------------------------------------------------------------------- | ---- | ------------------------ | ------------------------ | ------------------------ | ------------------------ | ------------------------ | ------------------------ | ------------------------ | ------------------------ | ------------------------ | ------------------------ | --- | ----------------------------------------- |
| "Brothers & Sisters"                                                       | 1999 | 92                       | —                        | —                        | —                        | —                        | —                        | —                        | —                        | —                        | —                        | | Không thuộc album nào                     |
| "Shiver"                                                                   | 2000 | 35                       | 57                       | —                        | —                        | —                        | —                        | 100                      | —                        | —                        | —                        | | Parachutes                                |
| "Yellow"                                                                   | 2000 | 4                        | 5                        | —                        | 96                       | —                        | 9                        | 82                       | 23                       | —                        | 48                       | - Anh: Bạch kim - Úc: Bạch kim - Mỹ: Vàng                                                                                  | Parachutes                                |
| "Trouble"                                                                  | 2000 | 10                       | —                        | —                        | 60                       | —                        | 16                       | 67                       | 36                       | 76                       | —                        | - Anh: Bạc | Parachutes                                |
| "Don't Panic"                                                              | 2001 | 130                      | 57                       | —                        | —                        | —                        | —                        | 83                       | —                        | —                        | —                        | | Parachutes                                |
| "In My Place"                                                              | 2002 | 2                        | 23                       | 2                        | 60                       | 65                       | 2                        | 56                       | 24                       | 37                       | —                        | - Anh: Bạc | A Rush of Blood to the Head               |
| "The Scientist"                                                            | 2002 | 10                       | 40                       | 16                       | 96                       | 26                       | 15                       | 20                       | —                        | 28                       | —                        | - Anh: Vàng - Mỹ: Vàng | A Rush of Blood to the Head               |
| "Clocks"                                                                   | 2003 | 9                        | 28                       | 7                        | 65                       | 50                       | 15                       | 2                        | 13                       | 71                       | 29                       | - Anh: Bạc - Mỹ: Vàng | A Rush of Blood to the Head               |
| "God Put a Smile upon Your Face"                                           | 2003 | 100                      | 43                       | —                        | —                        | —                        | —                        | 65                       | 35                       | —                        | —                        | | A Rush of Blood to the Head               |
| "Moses"                                                                    | 2003 | —                        | —                        | —                        | —                        | —                        | —                        | —                        | —                        | —                        | —                        | | Live 2003                                 |
| "2000 Miles"                                                               | 2003 | —                        | —                        | —                        | —                        | —                        | —                        | —                        | —                        | —                        | —                        | | Sweet Tracks                              |
| "Speed of Sound"                                                           | 2005 | 2                        | 9                        | 2                        | 42                       | 19                       | 11                       | 6                        | 13                       | 22                       | 8                        | - Anh: Bạc - Úc: Vàng - Canada: Vàng - Mỹ: Vàng                                                                            | X&Y                                       |
| "Fix You"                                                                  | 2005 | 4                        | 25                       | 4                        | 187                      | 65                       | 8                        | 54                       | 17                       | 53                       | 59                       | - Anh: Bạch kim - Úc: Bạch kim - Mỹ: Vàng - New Zealand: Bạch kim                                                          | X&Y                                       |
| "Talk"                                                                     | 2005 | 10                       | 20                       | 4                        | 34                       | 29                       | 18                       | 1                        | 20                       | 28                       | 86                       | | X&Y                                       |
| "The Hardest Part"                                                         | 2006 | —                        | 40                       | —                        | —                        | —                        | —                        | 39                       | 28                       | 44                       | —                        | | X&Y                                       |
| "What If"                                                                  | 2006 | —                        | —                        | —                        | —                        | —                        | —                        | —                        | —                        | —                        | —                        | | X&Y                                       |
| "White Shadows"                                                            | 2007 | —                        | —                        | —                        | —                        | —                        | —                        | —                        | —                        | —                        | —                        | | X&Y                                       |
| "Violet Hill"                                                              | 2008 | 8                        | 9                        | 6                        | 36                       | 10                       | 13                       | 13                       | 5                        | 11                       | 40                       | - Anh: Bạc - Úc: Vàng | Viva la Vida or Death and All His Friends |
| "Viva la Vida"                                                             | 2008 | 1                        | 2                        | 4                        | 7                        | 5                        | 3                        | 4                        | 16                       | 5                        | 1                        | - Anh: Bạch kim - Úc: Bạch kim - Đức: Vàng - Thụy Sĩ: Bạch kim - Canada: Vàng - Mỹ: 6× Bạch kim - New Zealand: Bạch kim    | Viva la Vida or Death and All His Friends |
| "Lovers in Japan"                                                          | 2008 | 131                      | —                        | 77                       | —                        | —                        | —                        | 12                       | —                        | —                        | —                        | | Viva la Vida or Death and All His Friends |
| "Lost!"                                                                    | 2008 | 54                       | —                        | 55                       | —                        | 73                       | —                        | 15                       | —                        | 53                       | 87                       | | Viva la Vida or Death and All His Friends |
| "Lhuna" (hợp tác với Kylie Minogue)                                        | 2008 | —                        | —                        | —                        | —                        | —                        | —                        | —                        | —                        | —                        | —                        | | Không thuộc album nào                     |
| "Life in Technicolor II"                                                   | 2009 | 28                       | 63                       | 92                       | —                        | —                        | 29                       | 30                       | —                        | 39                       | —                        | | Prospekt's March                          |
| "Strawberry Swing"                                                         | 2009 | 158                      | —                        | —                        | —                        | —                        | —                        | —                        | —                        | —                        | —                        | | Viva la Vida or Death and All His Friends |
| "Christmas Lights"                                                         | 2010 | 13                       | 32                       | 18                       | —                        | 26                       | 15                       | 2                        | 34                       | 10                       | 25                       | | Không thuộc album nào                     |
| "Every Teardrop Is a Waterfall"                                            | 2011 | 6                        | 14                       | 9                        | 20                       | 24                       | 9                        | 1                        | 13                       | 6                        | 14                       | - Anh: Bạc - Ý: Bạch kim - Úc: Bạch kim                                                                                    | Mylo Xyloto                               |
| "Paradise"                                                                 | 2011 | 1                        | 3                        | 13                       | 5                        | 12                       | 2                        | 2                        | 3                        | 4                        | 15                       | - Anh: Bạch kim - Úc: 6× Bạch kim - Đức: Vàng - Canada: 3× Bạch kim - Mỹ: Bạch kim - New Zealand: Bạch kim - Pháp: Vàng    | Mylo Xyloto                               |
| "Charlie Brown"                                                            | 2012 | 22                       | 78                       | —                        | 148                      | —                        | 20                       | —                        | —                        | —                        | —                        | - Anh: Bạc | Mylo Xyloto                               |
| "Princess of China" (với Rihanna)                                          | 2012 | 4                        | 16                       | 17                       | 24                       | 41                       | 5                        | 48                       | 8                        | 20                       | 20                       | - Anh: Bạch kim - Úc: Bạch kim - New Zealand: Vàng                                                                         | Mylo Xyloto                               |
| "Up with the Birds" / "U.F.O."                                             | 2012 | —                        | —                        | —                        | —                        | —                        | —                        | —                        | —                        | —                        | —                        | | Mylo Xyloto                               |
| "Hurts Like Heaven"                                                        | 2012 | 157                      | —                        | —                        | —                        | —                        | —                        | —                        | —                        | —                        | —                        | | Mylo Xyloto                               |
| "Up in Flames"                                                             | 2012 | —                        | —                        | —                        | —                        | —                        | —                        | —                        | —                        | —                        | —                        | | Mylo Xyloto                               |
| "Atlas"                                                                    | 2013 | 12                       | 30                       | 33                       | 31                       | 19                       | 12                       | 3                        | 20                       | 10                       | 69                       | | The Hunger Games: Catching Fire           |
| "Magic"                                                                    | 2014 | 10                       | 5                        | 13                       | 6                        | 14                       | 4                        | 2                        | 10                       | 5                        | 14                       | - Anh: Vàng - Úc: 2× Bạch kim - Thụy Sĩ: Vàng - Canada: Vàng - Mỹ: Bạch kim                                                | Ghost Stories                             |
| "Midnight"                                                                 | 2014 | 48                       | 25                       | 27                       | 5                        | 44                       | —                        | 8                        | 11                       | 19                       | 29                       | | Ghost Stories                             |
| "A Sky Full of Stars"                                                      | 2014 | 9                        | 2                        | 4                        | 3                        | 6                        | 3                        | 2                        | 2                        | 2                        | 10                       | - Anh: Bạch kim - Úc: 2× Bạch kim - Đức: Vàng - Thụy Sĩ: Bạch kim - Canada: Bạch kim - Mỹ: 2× Bạch kim - New Zealand: Vàng | Ghost Stories                             |
| "True Love"                                                                | 2014 | 180                      | —                        | —                        | 146                      | —                        | —                        | —                        | —                        | —                        | —                        | | Ghost Stories                             |
| "Ink"                                                                      | 2014 | 156                      | —                        | —                        | —                        | —                        | —                        | 68                       | —                        | —                        | —                        | | Ghost Stories                             |
| "Miracles"                                                                 | 2014 | 95                       | —                        | —                        | 153                      | —                        | —                        | —                        | —                        | —                        | —                        | | Unbroken                                  |
| "Adventure of a Lifetime"                                                  | 2015 | 7                        | 20                       | 11                       | 2                        | 5                        | 8                        | 11                       | 12                       | 3                        | 13                       | - Anh: Bạch kim - Úc: Vàng - Thụy Sĩ: Vàng - Canada: Bạch kim - New Zealand: Bạch kim                                      | A Head Full of Dreams                     |
| "Hymn for the Weekend"                                                     | 2016 | 6                        | 24                       | 32                       | 3                        | 11                       | 7                        | 18                       | 43                       | 8                        | 64                       | - Anh: Vàng - Úc: Vàng - Thụy Sĩ: Vàng                                                                                     | A Head Full of Dreams                     |
| "Up & Up"                                                                  | 2016 | 76                       | —                        | —                        | 176                      | —                        | 95                       | —                        | —                        | —                        | —                        | | A Head Full of Dreams                     |
| "—" Đĩa đơn không được phát hành hoặc không được xếp hạng tại quốc gia đó. |      |                          |                          |                          |                          |                          |                          |                          |                          |                          |                          | |                                           |

### Đĩa đơn quảng bá
| Tựa đề                      | Năm  | Vị trí xếp hạng cao nhất | Vị trí xếp hạng cao nhất | Vị trí xếp hạng cao nhất | Vị trí xếp hạng cao nhất | Vị trí xếp hạng cao nhất | Vị trí xếp hạng cao nhất | Vị trí xếp hạng cao nhất | Vị trí xếp hạng cao nhất | Vị trí xếp hạng cao nhất | Vị trí xếp hạng cao nhất | Album                 |
| Tựa đề                      | Năm  | Anh                      | Úc                       | Canada                   | Pháp                     | Đức                      | Ireland                  | Hà Lan                   | New Zealand              | Thụy Sĩ                  | Mỹ                       | Album                 |
| --------------------------- | ---- | ------------------------ | ------------------------ | ------------------------ | ------------------------ | ------------------------ | ------------------------ | ------------------------ | ------------------------ | ------------------------ | ------------------------ | --------------------- |
| "The Coldplay"              | 1997 | —                        | —                        | —                        | —                        | —                        | —                        | —                        | —                        | —                        | —                        | The Coldplay          |
| "Proof"                     | 1997 | —                        | —                        | —                        | —                        | —                        | —                        | —                        | —                        | —                        | —                        | The Coldplay          |
| "Speed of Sound"            | 2005 | —                        | —                        | —                        | —                        | —                        | —                        | —                        | —                        | —                        | —                        | X&Y                   |
| "Things I Don't Understand" | 2005 | —                        | —                        | —                        | —                        | —                        | —                        | —                        | —                        | —                        | —                        | X&Y                   |
| "A Spell a Rebel Yell"      | 2008 | —                        | —                        | —                        | —                        | —                        | —                        | —                        | —                        | —                        | —                        | "Violet Hill"         |
| "Major Minus"               | 2011 | 133                      | 72                       | 68                       | 71                       | —                        | —                        | —                        | —                        | —                        | 92                       | Mylo Xyloto           |
| "Everglow"                  | 2015 | 52                       | 93                       | 66                       | 28                       | 42                       | 59                       | 18                       | —                        | 16                       | —                        | A Head Full of Dreams |
| "Birds"                     | 2016 | 156                      | —                        | —                        | —                        | —                        | —                        | 83                       | —                        | —                        | —                        | A Head Full of Dreams |

## Các bài hát khác
| Tựa đề                                                                     | Năm  | Vị trí xếp hạng cao nhất | Vị trí xếp hạng cao nhất | Vị trí xếp hạng cao nhất | Vị trí xếp hạng cao nhất | Vị trí xếp hạng cao nhất | Vị trí xếp hạng cao nhất | Vị trí xếp hạng cao nhất | Vị trí xếp hạng cao nhất | Vị trí xếp hạng cao nhất | Vị trí xếp hạng cao nhất | Album                                     |
| Tựa đề                                                                     | Năm  | Anh                      | Úc                       | Bỉ (FL)                  | Canada                   | Pháp                     | Hà Lan                   | Na Uy                    | Thụy Điển                | Thụy Sĩ                  | Mỹ                       | Album                                     |
| -------------------------------------------------------------------------- | ---- | ------------------------ | ------------------------ | ------------------------ | ------------------------ | ------------------------ | ------------------------ | ------------------------ | ------------------------ | ------------------------ | ------------------------ | ----------------------------------------- |
| "Life in Technicolor"                                                      | 2008 | 112                      | —                        | 50                       | 92                       | —                        | —                        | —                        | —                        | —                        | —                        | Viva la Vida or Death and All His Friends |
| "Cemeteries of London"                                                     | 2008 | 134                      | —                        | —                        | —                        | —                        | —                        | —                        | —                        | —                        | —                        | Viva la Vida or Death and All His Friends |
| "Death and All His Friends"                                                | 2008 | 183                      | —                        | —                        | —                        | —                        | —                        | —                        | 50                       | —                        | —                        | Viva la Vida or Death and All His Friends |
| "42"                                                                       | 2008 | 123                      | —                        | —                        | —                        | —                        | —                        | —                        | —                        | —                        | —                        | Viva la Vida or Death and All His Friends |
| "Glass of Water"                                                           | 2008 | 134                      | —                        | —                        | 92                       | —                        | —                        | —                        | —                        | —                        | —                        | Prospekt's March                          |
| "Prospekt's March/Poppyfields"                                             | 2008 | 182                      | —                        | —                        | —                        | —                        | —                        | —                        | —                        | —                        | —                        | Prospekt's March                          |
| "Lost+" (hợp tác với Jay-Z)                                                | 2008 | —                        | —                        | 34                       | —                        | —                        | —                        | 8                        | 21                       | —                        | 40                       | Prospekt's March                          |
| "The Goldrush"                                                             | 2009 | 139                      | —                        | —                        | —                        | —                        | —                        | —                        | —                        | —                        | —                        | "Life in Technicolor II" single           |
| "A Message 2010"                                                           | 2010 | 88                       | —                        | 49                       | 57                       | —                        | —                        | —                        | 22                       | —                        | —                        | Hope for Haiti Now                        |
| "Moving to Mars"                                                           | 2011 | 163                      | 71                       | 49                       | 64                       | 70                       | —                        | —                        | —                        | —                        | 90                       | Every Teardrop Is a Waterfall             |
| "Always in My Head"                                                        | 2014 | 124                      | —                        | —                        | —                        | 111                      | —                        | —                        | —                        | —                        | —                        | Ghost Stories                             |
| "Another's Arms"                                                           | 2014 | 70                       | —                        | —                        | —                        | 83                       | —                        | —                        | —                        | 52                       | —                        | Ghost Stories                             |
| "O"                                                                        | 2014 | 108                      | —                        | —                        | —                        | 107                      | —                        | —                        | —                        | —                        | —                        | Ghost Stories                             |
| "A Head Full of Dreams"                                                    | 2015 | 173                      | —                        | —                        | —                        | 156                      | 60                       | —                        | —                        | —                        | —                        | A Head Full of Dreams                     |
| "Fun" (hợp tác với Tove Lo)                                                | 2015 | 164                      | —                        | —                        | —                        | 118                      | 86                       | —                        | —                        | —                        | —                        | A Head Full of Dreams                     |
| "Army of One"                                                              | 2015 | 198                      | —                        | —                        | —                        | 165                      | —                        | —                        | —                        | —                        | —                        | A Head Full of Dreams                     |
| "—" Bài hát không được phát hành hoặc không được xếp hạng tại quốc gia đó. |      |                          |                          |                          |                          |                          |                          |                          |                          |                          |                          |                                           |

## Các xuất hiện khác
| Tựa đề                                  | Năm  | Album                    |
| --------------------------------------- | ---- | ------------------------ |
| "Trouble" (Acoustic Version)            | 2001 | 2 Meter Sessies, Vol. 10 |
| "How You See the World No. 2"           | 2005 | Help!: A Day in the Life |
| "In the Sun" (Live) (với Michael Stipe) | 2006 | In the Sun               |
| "A Message 2010"                        | 2010 | Hope for Haiti Now       |

## Video âm nhạc
| Tựa đề                              | Năm  | Đạo diễn                          |
| ----------------------------------- | ---- | --------------------------------- |
| "Bigger Stronger"                   | 1999 | Mat Whitecross                    |
| "Shiver"                            | 2000 | Grant Gee                         |
| "Yellow"                            | 2000 | James & Alex                      |
| "Trouble" (phiên bản 1)             | 2000 | Sophie Muller                     |
| "Trouble" (phiên bản 2)             | 2000 | Tim Hope                          |
| "Don't Panic"                       | 2001 | Tim Hope                          |
| "In My Place"                       | 2002 | Sophie Muller                     |
| "The Scientist"                     | 2002 | Jamie Thraves                     |
| "Clocks"                            | 2003 | Dominic Leung                     |
| "God Put a Smile upon Your Face"    | 2003 | Jamie Thraves                     |
| "Speed of Sound"                    | 2005 | Mark Romanek                      |
| "Fix You"                           | 2005 | Sophie Muller                     |
| "Talk"                              | 2005 | Anton Corbijn                     |
| "The Hardest Part"                  | 2006 | Mary Wigmore                      |
| "Violet Hill" (phiên bản 1)         | 2008 | Asa Mader                         |
| "Violet Hill" (phiên bản 2)         | 2008 | Mat Whitecross                    |
| "Viva la Vida" (phiên bản 1)        | 2008 | Hype Williams                     |
| "Viva la Vida" (phiên bản 2)        | 2008 | Anton Corbijn                     |
| "Lost!"                             | 2008 | Mat Whitecross                    |
| "Lost+" (hợp tác với Jay-Z)         | 2008 | Mat Whitecross                    |
| "Lovers in Japan"                   | 2008 | Mat Whitecross                    |
| "Lost?"                             | 2008 | Paul O'Brien                      |
| "Life in Technicolor II"            | 2009 | Dougal Wilson                     |
| "Strawberry Swing"                  | 2009 | Shynola                           |
| "Christmas Lights"                  | 2010 | Mat Whitecross                    |
| "Every Teardrop Is a Waterfall"     | 2011 | Mat Whitecross                    |
| "Paradise"                          | 2011 | Mat Whitecross                    |
| "Charlie Brown"                     | 2012 | Mat Whitecross                    |
| "Princess of China" (với Rihanna)   | 2012 | Adria Petty, Alan Bibby           |
| "Hurts Like Heaven"                 | 2012 | Mark Osborne                      |
| "Midnight"                          | 2014 | Mary Wigmore                      |
| "Magic"                             | 2014 | Jonas Åkerlund                    |
| "Always in My Head"                 | 2014 | Alasdair Brotherston, Jock Mooney |
| "A Sky Full of Stars" (phiên bản 1) | 2014 | Mat Whitecross                    |
| "A Sky Full of Stars" (phiên bản 2) | 2014 | Matt Clark, Chris Davenport       |
| "True Love"                         | 2014 | Jonas Åkerlund                    |
| "All Your Friends"                  | 2014 | —                                 |
| "Ink"                               | 2014 | Matthew Encina                    |
| "Ghost Story"                       | 2014 | —                                 |
| "Adventure of a Lifetime"           | 2015 | Mat Whitecross                    |
| "Birds"                             | 2016 | Marcus Haney                      |
| "Hymn for the Weekend"              | 2016 | Ben Mor                           |
| "Up&Up"                             | 2016 | Vania Heymann and Gal Muggia      |

### Video lời nhạc
| Tựa đề     | Năm  | Đạo diễn       |
| ---------- | ---- | -------------- |
| "Atlas"    | 2013 | Mario Hugo     |
| "Miracles" | 2014 | Angelina Jolie |